# Вісті Донецького гірничого інституту
«Вісті Донецького гірничого інституту» — фаховий гірничий журнал категорії Б, що видається Донецьким національним технічним університетом.

## Профіль
Висвітлює питання підземної розробки родовищ корисних копалин, зокрема:
- геомеханіка;
- гірський тиск;
- стійкість виробок;
- технологія проведення підготовчих виробок, проходки вертикальних стволів, буріння гірських порід;
- проєктування гірничого обладнання;
- комплекс робіт при ліквідації шахт;
- охорона праці та цивільна безпека;
- обґрунтування та розв'язання техніко-економічних проблем гірничого виробництва.

## Редакція
Головний редактор: Подкопаєв С. В., доктор технічних наук, професор.
Заступники головного редактора:
- Чепіга Дар'я Анатоліївна, канд. техн. наук, доц.

Відповідальний секретар:
- Ісаєнков Олександр Олександрович, канд. техн. наук, доц.

Міжнародна редакційна колегія:
- Ram Madhab Bhattacharjee, Professor (Indian Institute of Technology, Dhanbad Jharkhand, India)
- Nestor Oszczypko, Professor, Dr of Sciences (Insttute of Geological Sciences Jagellonian University, Krakow, Poland)
- Józef Parchański, Prof. Dr.-Ing., Dr.h.c. (Politechnika Ślaska, Gliwice, Poland)
- Andrzej Solecki, Professor, Dr of Sciences (Insttute of Geological Sciences Wroclaw University, Wroclaw, Poland)
- Upendra Kumar Singh, Professor (Indian Institute of Technology, Dhanbad Jharkhand, India)

Національна редакційна колегія:
- О. В. Агафонов, д-р техн. наук, с.н.с. (ПрАТ «Донецьксталь»);
- В. І. Альохін, д-р геолог. наук, доц. (ДВНЗ «Донецький національний технічний університет»);
- Б. В. Болібрух, д-р техн. наук, проф. (Національний університет «Львівська політехніка»);
- І. М. Бубняк, канд. геол. наук, доц. (Національний університет «Львівська політехніка»);
- С. М. Гапєєв, д-р техн. наук., доц. (НТУ «Дніпровська політехніка»);
- В. А. Глива, д-р техн. наук, проф. (Національний авіаційний університет);
- В. Б. Гого, д-р техн. наук, проф. (ДВНЗ «Донецький національний технічний університет»);
- І. О. Єфремов, д-р техн. наук, доц. (ДВНЗ «Донецький національний технічний університет»);
- О. Е. Кіпко, д-р техн. наук, проф. (ДВНЗ «Донецький національний технічний університет»);
- В. К. Костенко д-р техн. наук, проф. (ДВНЗ «Донецький національний технічний університет»);
- О. Є. Кружилко, д-р техн. наук, с.н.с. (ТОВ «Технічний університет „Метінвест Політехніка“»);
- В. В. Левіт, д-р техн. наук, проф. (ПрАТ «Донецьксталь»);
- Я. О. Ляшок, д-р економ. наук, проф. (ДВНЗ «Донецький національний технічний університет»);
- А. В. Мерзлікін, канд. техн. наук, доц. (ДВНЗ «Донецький національний технічний університет»);
- С. П. Мінєєв, д-р техн. наук, проф. (Інститут геотехнічної механіки імені М. С. Полякова НАН України);
- С. Г. Негрій, д-р техн. наук, проф. (ДВНЗ «Донецький національний технічний університет»);
- Т. О. Негрій, канд. техн. наук, доц. (ДВНЗ «Київський національний університет будівництва і архітектури»);
- М. В. Петльований, канд. техн. наук, доц. (НТУ «Дніпровська політехніка»);
- І. О. Садовенко, д-р техн. наук, проф. (НТУ «Дніпровська політехніка»);
- І. Г. Сахно, д-р техн. наук, проф. (ТОВ «Технічний університет „Метінвест Політехніка“»);
- С. В. Сукач, д-р техн. наук, доц. (Кременчуцький національний університет імені Михайла Остроградського);
- О. В. Третьяков, д-р техн. наук, проф. (Державний університет «Київський авіаційний інститут»);
- О. М. Шашенко, д-р техн. наук, проф. (НТУ «Дніпровська політехніка»);
- С. І. Чеберячко, д-р техн. наук, проф. (НТУ «Дніпровська політехніка»).